# جورج تايلور (سياسي أمريكي)
جورج تايلور (بالإنجليزية: George Taylor)‏ هو محامي وسياسي أمريكي، ولد في 19 أكتوبر 1820 في ويلينغ في الولايات المتحدة، وتوفي في 18 يناير 1894. حزبياً، نشط في الحزب الديمقراطي. وقد انتخب عضو مجلس النواب الأمريكي.